# Rodolfo Lenz
Rudolf Lenz Danziger, más conocido como Rodolfo Lenz (Halle, Sajonia, 10 de septiembre de 1863-Santiago, 7 de septiembre de 1938), fue un lingüista, filólogo, lexicógrafo y folclorista alemán naturalizado chileno.

## Biografía
Realizó sus primeros estudios en Bremen, Breslau, Colonia y Metz, donde aprendió latín, griego, francés, inglés, hebreo e italiano. Desde pequeño destacó como un alumno ávido por aprender; de hecho, siguió el hebreo como curso voluntario y aprendió el italiano de manera autodidacta. Comenzó sus estudios superiores en 1882 en la Universidad de Bonn, intercalándolos con otros en la Universidad de Berlín, con los profesores Wendelin Foerster y Adolf Tobler, respectivamente. En Bonn estudió filología y obtuvo el grado de doctor en Filosofía en 1886, además de realizar allí su formación pedagógica. En Berlín estudió con detención la filología comparada en general y los idiomas griego, árabe y ruso. Hablaba en total trece idiomas.

### Llegada a Chile
Llegó a Chile en enero de 1890, contratado por el gobierno de José Manuel Balmaceda para ejercer en el Instituto Pedagógico de la Universidad de Chile. Fue rector interino del emblemático Liceo de Aplicación entre 1906 y 1907, cuando este era un apéndice del Instituto Pedagógico de la Universidad de Chile. Destacó a fines del siglo XIX y primeras décadas del XX por sus numerosos estudios en el ámbito de la lingüística comparada, la etnología y el folclore. Además de sus estudios lingüísticos (su obra fundamental en este sentido fue La Oración y sus Partes, de 1920, donde propone una gramática de base psicológica a partir de la teoría de Wilhelm Wundt), escribió numerosos artículos publicados en los Anales de la Universidad de Chile, referentes a gramática, fonética, lexicografía, ortografía, enseñanza de lenguas, etnología y folclore.
También se dedicó a la enseñanza universitaria. Fue titular de las cátedras araucanista y de lingüística de la Universidad de Chile; también inauguró la enseñanza del inglés y el francés en el Instituto Pedagógico. Sus Chilenische Studien, publicados de 1892 a 1893, constituyen la primera descripción científica de la pronunciación chilena. Lenz se entusiasmó con su objeto de estudio, para él un verdadero descubrimiento, una novedad absoluta para Europa. Se encontró con que los rotos de la ciudad y los huasos del campo hablaban una variedad muy especial que exigía perentoriamente una descripción científica.

### Mapudungún
Rodolfo Lenz es considerado hoy como una de las máximas autoridades en el conocimiento del mapudungun de fines del siglo XIX y principios del XX. En el mismo año de 1893, publicó su artículo Beiträge zur Kenntnis des Amerikanospanischen ('Contribución para el conocimiento del español de América'). En ese trabajo, Lenz, después de analizar la evolución demográfica y la historia cultural chilena, describió los sistemas fonológicos del idioma mapuche y los del español de Chile señalando más de diez rasgos que, a su juicio, distinguen el español de Chile del resto de los dialectos españoles, y que son resultantes de la influencia del sustrato sobre el español hablado en dicho país.

### Castellano chileno

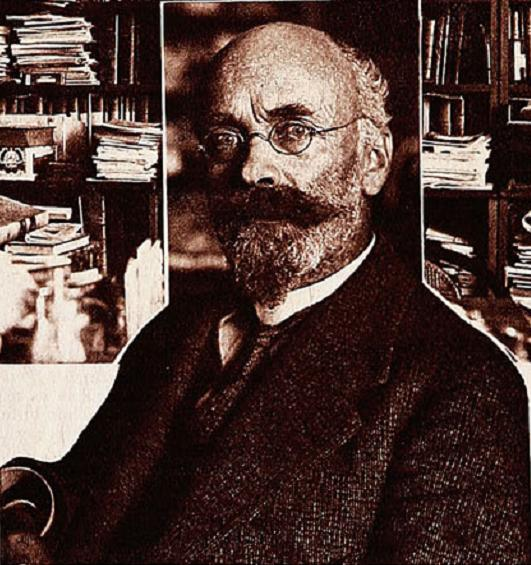
Rodolfo Lenz en 1915.

La llegada de Lenz a Chile en enero de 1890 constituyó un acontecimiento de primer orden en la historia del estudio del español de dicho país. De esta forma, quedó plantada la semilla de la polémica: al comparar el sistema fonético del mapudungún con el del español chileno, Lenz en este trabajo concluyó que «el español vulgar de Chile es principalmente español con sonidos araucanos». Esta teoría, conocida como indigenista, fue muy discutida por Amado Alonso, quien consideraba que parte de los rasgos comunes encontrados por Lenz se debían a errores en el método de investigación y que los restantes podían explicarse como evoluciones comunes a muchos dialectos del español que eran independientes de la influencia del mapudungun. Los estudiosos de la época consideraron valederas las objeciones de Alonso y rechazaron las conclusiones de Lenz. Compiló el Diccionario etimológico de las voces chilenas derivadas de lenguas indígenas (1905-1910), fundamental para la lexicografía en Hispanoamérica, el cual se encuentra disponible en el sitio web devochdelia.cl. 

«El español ha evolucionado probablemente en Chile más que en ninguna nación de la tierra y es de un extraordinario interés fonético debido a sus originales peculiaridades de pronunciación»
Rodolfo Lenz, 1891

En el terreno del folclore chileno también fue su labor pionera, publicando en 1894 el primer trabajo conocido sobre la Lira Popular y estimulando la formación de un equipo de jóvenes folcloristas que constituyeron la primera generación en los estudios sobre las culturas populares. Entre sus discípulos destacaron Ramón Laval Alvial y Julio Vicuña Cifuentes, que recopilaron en las dos primeras décadas del siglo XX un valioso material sobre tradiciones mágicas y religiosas de los sectores populares, el romancero, la poesía popular, adivinanzas, refranes, mitos y leyendas tradicionales. A Lenz se debe, además, la Colección de Poesía Popular del Siglo XIX y el importante artículo "Sobre Poesía Popular", impreso en Santiago de Chile en 1919. La influencia de sus principios y métodos en la Pedagogía alcanzó a todas las ramas de la investigación.

### Lenz criollista: Estudios del papiamentu
Lenz ha publicado también un estudio pionero de la lengua criolla de base española y portuguesa, el papiamento de Curazao.